# Living Colour
Living Colour est un groupe américain de heavy metal, originaire de New York. La musique de Living Colour est une fusion de funk, de rock, de metal, de jazz et de rap, contenant des paroles qui attaquent la mentalité WASP et le racisme d'Amérique. Le groupe fait partie du mouvement fusion qui s'est développé à partir du milieu des années 1980 avec notamment Fishbone, Red Hot Chili Peppers, Faith No More, King's X, et Jane's Addiction, la principale influence du groupe restant les Bad Brains. Des titres comme Cult of Personality, Love Rears Its Ugly Head ou Leave It Alone sont emblématiques du style de Living Colour.

## Historique

### Débuts et premiers succès (1984–1995)
En 1984, le guitariste Vernon Reid réunit des musiciens d'exception pour former le groupe Living Colour : Will Cahloun reçoit le premier prix de percussion à la Berklee School of Music de Boston, le bassiste Muzz Skillings est diplômé de musicologie. Corey Glover, le chanteur tient un rôle dans le film d'Oliver Stone Platoon. Ensemble, ils créent une musique qui mélange tous les styles sans se préoccuper des cloisonnements musicaux : ils fusionnent rock, funk, heavy metal, reggae, punk, jazz, soul, rap, voire calypso ou zouk. Ils sont appuyés par les membres des Rolling Stones, qui les emmènent avec eux en tournée, et qui les invitent à jouer sur leurs albums solos respectifs.
Vivid, leur premier album, coproduit par Mick Jagger, atteint la 6e place des charts américains, et est certifié deux fois disque de platine aux États-Unis. Leur tube Cult of Personality leur permet d'obtenir un Grammy Award pour la meilleure chanson hard-rock en 1989,. Ils reçoivent aussi un prix au MTV Video Music Awards dans la catégorie de meilleur nouveau groupe la même année. L'album suivant, Time's Up, reçoit la collaboration de Little Richard et Carlos Santana. La chanson Love Rears Its Ugly Head est un succès. L'année suivante paraît un EP intitulé Biscuits. En 1993, ils participent à la bande originale du film Judgment Night avec le groupe de rap Run-DMC ; et en 1994 avec la reprise de Sunshine of Your Love dans la bande originale du film True Lies. Vernon Reid est sollicité de tous côtés, ce qui entame la cohésion du groupe. Muzz Skillings quitte le navire, remplacé par Doug Wimbish, qui a joué auparavant avec James Brown et George Clinton. Stain est leur dernier album. Le groupe se sépare finalement au début de l'année 1995. Pride, une compilation réunissant leurs meilleurs morceaux et quatre nouveaux titres issus des sessions - avortées - du quatrième album, sort cette même année.

### Reformation et dernières activités (depuis 2001)

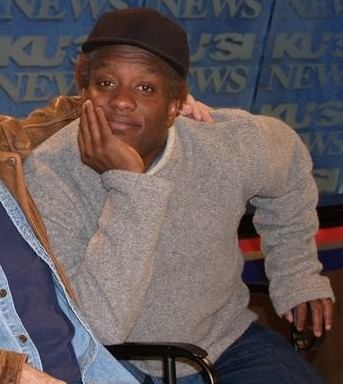
Corey Glover, actuel chanteur du groupe.

Après six ans de séparation, Living Colour se reforme pour une tournée en 2001 qui les emmène pour un concert au festival de Jazz de Montreux. Cette tournée est suivie par la sortie d'un album, Collideøscope le 7 octobre 2003 ; l'album est plutôt bien accueilli par l'ensemble de la presse spécialisée,. Ils participent au Festival de Jazz de Montreux, en Suisse, la même année.
La chanson Cult of Personality est présente dans la station Radio X du jeu vidéo Grand Theft Auto: San Andreas. En septembre 2009, ils font paraître un nouvel opus, The Chair In The Doorway, et entament une tournée mondiale.
Le titre est aussi utilisé comme thème d'entrée par le catcheur CM Punk à la ROH en 2005 et à la World Wrestling Entertainment (WWE) de 2011 à 2014, ainsi qu'à la All Elite Wrestling de 2021 à 2023 et pour son retour à la World Wrestling Entertainment (WWE) en 2023.
En septembre 2016, Living Colour sort un EP intitulé Who Shot Ya. L'EP comprend une reprise de la chanson du rappeur Notorious B.I.G ainsi qu'une série de remixes du même morceau. La sortie de cet album vient d'une colère contre la multiplication des violences par armes à feux aux États-Unis,.

## Membres
- Vernon Reid – guitare lead, chœurs (1984–1995, depuis 2000), chant (1984–1985)
- Corey Glover – chant (1985–1995, depuis 2000)
- Will Calhoun – batterie, percussions, chœurs (1986–1995, depuis 2000)
- Muzz Skillings - basse (1984-1992)
- Doug Wimbish – basse, chœurs (1992–1995, depuis 2000)

## Discographie

### Albums studio
- 1988 : Vivid
- 1990 : Time's Up
- 1991 : Biscuits (EP)
- 1993 : Stain
- 2003 : Collideøscope
- 2009 : The Chair In The Doorway
- 2016 : Who Shot Ya, EP
- 2017 : Shade

### Albums live
- 1990 : Time Is Now
- 1994 : Dread
- 2004 : Live From CBGB's 1989
- 2005 : Instant Live : Avalon - Boston, MA  10/17/04
- 2008 : CBGB Omfug Masters 2005
- 2009 : The Paris Concert 2007

### Compilations
- 1995 : Pride
- 1998 : Super Hits
- 2001 : Play It Loud
- 2006 : Everything Is Possible : The Very Best of Living Color
- 2008 : Playlist :The Very Best Of Living Color